# Berció
Berció es una parroquia del concejo de Grado, en el Principado de Asturias (España). Alberga una población de 95 habitantes (INE 2009) en 53 viviendas. Ocupa una extensión de 1,72 km².
Está situada en el extremo nororiental del concejo, a 11 km de la capital a través de la carretera N-634. Limita al norte con la parroquia de Santa María de Grado; al este y al sur con el concejo de Oviedo; y al oeste, con la parroquia de Báscones.
Berció se encuentra, aproximadamente, a 165 m s. n. m. asentado sobre roca caliza. Al este, se localizan importantes enclaves arqueológicos: las cavidades y abrigos de La Cuesta, Sucueva y Godulfo (Guyulfo en asturiano) con ocupaciones del período paleolítico, y muestra de arte parietal, en el caso de la última. En la cueva de La Cuesta se ha hallado recientemente parte del mayor conjunto de monedas romanas en el norte de la Península.
De igual forma, existen restos de la cultura castreña en el castro de Cascayal.
El templo parroquial está dedicado a San Pedro, aunque su patrono es San Emeterio (Santo Medero en Asturiano) y su celebración religiosa más importante se realiza el lunes de Pascua.

## Poblaciones
Según el nomenclátor de 2009 la parroquia está formada por los poblaciones de:
- El Lado (El Lláu en asturiano) (lugar): 67 habitantes.
- La Vallina (lugar): 28 habitantes.